# École normale supérieure de Lyon
École normale supérieure de Lyon (ENS Lyon) là một grande école của Pháp nằm ở thành phố Lyon. Đây là một trong bốn trường đại học écoles normales có uy tín ở Pháp. Trường bao gồm hai đơn vị học thuật - nghệ thuật và khoa học - với các cơ sở ở Lyon, gần hợp lưu của hai con sông Rhône và Saône.
Sinh viên ENSL thường có một địa vị đặc biệt là công chức sau nhiều cuộc thi, miễn là họ tiếp tục sự nghiệp công chức của mình.

## Sinh viên tốt nghiệp nổi tiếng
- Ian Brossat, một chính khách người Pháp
- Cédric Villani, nhà toán học người Pháp